# Кармайкл, Хоги
Хо́ги Кармайкл (англ. Howard Hoagland «Hoagy» Carmichael, 22 ноября 1899, Блумингтон — 27 декабря 1981, Ранчо-Мираж) — американский композитор-песенник, дирижёр и киноактёр. Наиболее известен как автор песен «Stardust» (стихи М. Пэриша), «Georgia on My Mind» (стихи С. Горрелла) и «The Nearness of You» (стихи Неда Вашингтона), которые стали популярными джазовыми стандартами.

## Очерк биографии и творчества
К популярным песням Кармайкла относят также «Heart and Soul».

## Значение
Американский композитор и автор песен Алек Уайлдер написал про Кармайкла в книге American Popular Song: The Great Innovators, 1900—1950, что тот был «одним из наиболее талантливых, изобретательных, искушённых и джазово ориентированных» из всех сотен композиторов, писавших популярные песни в первой половине XX века.
По мнению автора BBC, песни Кармайкла принадлежат к числу наиболее часто записываемых американских песен.

## Фильмография
- См. «Hoagy Carmichael § Filmography» в английском разделе.

## Дискография
- См. «Hoagy Carmichael § Songs (selection)» в английском разделе.